# Mieczysław Weinberg
Pour les articles homonymes, voir Weinberg.
Œuvres principales
cf. liste des œuvres de Mieczysław Weinberg
- 7 opéras, dont La passagère (Op.97) et L'Idiot (Op.144)
- 21 symphonies complètes, dont la trilogie « Aux portes de la guerre » des symphonies no 17 à 19
- 17 quatuors à cordes
- 6 concertos, dont le Concerto pour trompette (Op.94)
- musique du film Quand passent les cigognes

Mieczysław Weinberg (en russe : Моисей Самуилович Вайнберг, Moïsseï Samouïlovitch Weinberg), né le 8 décembre 1919 à Varsovie et mort le 26 février 1996 à Moscou, est un compositeur d'origine polonaise.

## Biographie
Né à Varsovie le 8 décembre 1919, il étudie le piano avec son père, musicien dans divers théâtres juifs de la ville. À l'âge de 10 ans, il est admis dans la classe de piano de Józef Turczyński au conservatoire de Varsovie, puis obtient son diplôme en 1939.
L'invasion de la Pologne par l'Allemagne en septembre 1939 fait basculer sa vie. Lui seul parvient à fuir les troupes allemandes pour gagner l'URSS, où il s'établit dès cette période, alors que toute sa famille est arrêtée et exterminée par les nazis. Naturalisé soviétique sous le nom de Moisei Vainberg, Weinberg s'installe à Minsk, capitale de la RSS de Biélorussie, où il commence des études de composition au conservatoire de la ville avec Vassili Zolotarev (en). Après deux ans d'études, il passe son diplôme en juin 1941 avec l'exécution en public d'un poème symphonique pour grand orchestre en juin 1941.
L'invasion de l'Union soviétique le 22 juin 1941 le force de nouveau à s'enfuir. Il s'installe à Tachkent, capitale de la RSS d'Ouzbékistan, où il trouve un soutien parmi des réfugiés juifs comme Israël Finkelstein, qui fait découvrir ses premières partitions à Dmitri Chostakovitch en 1943. Chostakovitch apprécie l'œuvre de son jeune collègue et favorise l'installation de Weinberg et de sa femme Nathalie (fille de l'acteur juif Solomon Mikhoels), à Moscou. Débute une longue amitié entre les deux compositeurs, qui dure jusqu'à la mort de Chostakovitch en 1975.
En 1953, Chostakovitch fait signer une pétition qu'il adresse à Beria, le chef du NKVD, pour venir en aide à Weinberg, incarcéré pour ses prétendues « activités sionistes », en réalité pour des motifs antisémites. La mort de Staline, le 5 mars 1953, marque une certaine rupture politique et Weinberg retrouve la liberté.
Les années 1960 voient la consécration de sa musique. Ses œuvres sont créées par les grands interprètes russes comme les musiciens David Oistrakh, Mstislav Rostropovitch, Leonid Kogan, Emil Gilels, les chefs d'orchestre Vladimir Fedosseïev, Kirill Kondrachine, Rudolf Barchaï et le Quatuor Borodine.
L'ampleur de sa production musicale fait de lui l'égal de Sergueï Prokofiev et de Dmitri Chostakovitch, sans toutefois recueillir comme eux la reconnaissance internationale. Il est l'auteur de la musique du film culte Quand passent les cigognes et des opéras La Passagère d'après le roman autobiographique de Zofia Posmysz et l'Idiot d'après le roman éponyme de Dostoïevski.
Les dernières années de Weinberg sont assombries par les maladies, dont la maladie de Crohn et la dépression. Il meurt le 26 février 1996 à Moscou, dans la plus grande précarité, quelques semaines après s'être converti au christianisme russe orthodoxe. Il est enterré au cimetière Domodedovo près de Moscou.

## Musique
Weinberg a achevé une œuvre immense comptant plus de 500 compositions dont 154 reçoivent un numéro d'opus : sept opéras (Le Portrait, L'Idiot), un Requiem profane, 22 symphonies (une inachevée), quatre symphonies de chambre, deux sinfoniettas, plusieurs concertos (violon, violoncelle, flûte, trompette, clarinette), 17 quatuors à cordes, sonates pour violon et piano, quatre sonates pour violoncelle et piano, etc.
Son style peut être rapproché de celui de Dmitri Chostakovitch ou de Béla Bartók, comprenant des éléments empruntés au folklore musical juif. Il fait souvent un usage virtuose des instruments à cordes de l'orchestre, tout en ayant également souvent recours à des « cadenzas ».
Parmi les nombreuses musiques de films et de dessins animés qu'il a composées (pour au moins 65 films), celle de Quand passent les cigognes (réalisé par Mikhaïl Kalatozov) reçoit une reconnaissance internationale après que ce film a gagné la Palme d'or à Cannes en 1958. Il a aussi composé de la musique pour des spectacles de cirque, ce genre d'œuvres étant alors bien mieux considérées en Russie qu'ailleurs.
Très bon pianiste, il crée en novembre 1967, dans la petite salle du conservatoire de Moscou, les Sept Romances sur des poèmes de Blok de Chostakovitch avec la soprano Galina Vichnevskaïa, David Oïstrakh au violon et Mstislav Rostropovitch au violoncelle.
En 1990, l'artiste reçoit le Prix d’État de l'URSS pour la Symphonie de chambre no 1, version révisée de l'opus 3, et la Symphonie de chambre no 2, version révisée de l'opus 14.
La branche allemande de la maison d'édition de musique Peermusic Classical (en) commence en 2003 la publication des œuvres de Weinberg, dont un grand nombre ont été éditées et publiées en Russie, mais non distribuées en Occident.
Au début de l'année 2015, l'Association internationale Mieczysław Weinberg est créée dans le but de « promouvoir la musique de Mieczysław Weinberg, faire découvrir son œuvre, encourager les musiciens à jouer sa musique et élargir sa notoriété à une plus vaste audience ». Les présidents du conseil d'administration de cette association sont le violoniste Linus Roth et le chef d'orchestre Thomas Sanderling ; Irina Chostakovitch (dernière épouse de Dmitri Chostakovitc]) est présidente honoraire,.

## Discographie

### Musique de chambre
- Quatuors à cordes, intégrale par le Quatuor Danel (6 CD CPO)
- Sonate pour contrebasse seule, op. 108 (1971), Joel Quarrington (Analekta)
- Sonates pour violoncelle et piano no 1 et no 2 ; Sonates pour violoncelle seul no 1 et no 3 – Dmitri Yablonski, violoncelle, Hsin-ni Liu, piano (2009, Naxos)
- Sonates pour violon et piano no 4 et no 5 + 3 pièces pour violon et piano : Stefan Kirpal, violon, Andreas Kirpal, piano (2009, CPO)[14]
- Sonates pour violon, intégrale (2014)[15],[16]
- Trio pour violon, violoncelle et piano opus 24, par le Trio Karénine, Mirare, 2019.
- Quatuors à cordes nos 1-17 ; Improvisation et romance ; Trois Psaumes op. 120 pour soprano et quatuor (textes Lermontov), Quintette avec piano – Silesian Quartet ; Piotr Sałajczyk, piano ; Joanna Freszel, soprano (2019, 7 CD CD-Accord ACD 239/241/250/268/284/291/298)

### Orchestre
- Symphonie no 1 – Orchestre symphonique de Göteborg dirigé par Thord Svedlund (Chandos)
- Symphonie no 2 – Orchestre symphonique d'Umeå dirigé par Thord Svedlund, Olympia
- Symphonie no 3, par l'Orchestre symphonique de Göteborg dirigé par Thord Svedlund (Chandos)
- Symphonie no 4, Rhapsodie sur des thèmes moldaves, Sinfonietta nº 2 – Orchestre symphonique national de la radio polonaise dirigé par Gabriel Chmura vol. 2 (Chandos)
- Symphonie no 5 – Orchestre symphonique national de la radio polonaise dirigé par Gabriel Chmura vol. 1 (1977, Chandos)
- Symphonie no 6 – Orchestre philharmonique de Moscou dirigé par Kirill Kondrachine (1966, Melodiya)
- Symphonie no 7 – Orchestre symphonique de Göteborg dirigé par Thord Svedlund, harpe Erik Risberg
- Symphonie n° 8 « Polish Flowers » op.83 – Orchestre Philharmonique de Varsovie, direction Antoni Wit
- Symphonie no 10 – Orchestre de chambre de Moscou dirigé par Roudolf Barchaï, Olympia 1970
- Symphonie no 12 – Orchestre symphonique Tchaïkovski de la Radio de Moscou dirigé par Vladimir Fedosseïev (Olympia)
- Symphonies no 14 et no 16, Sinfonietta no 1 – Orchestre symphonique national de la radio polonaise dirigé par Gabriel Chmura vol. 3 (Chandos)
- Symphonies nos 17, 18 et 19 (trilogie « Aux portes de la guerre ») – Orchestre symphonique Tchaïkovski de la Radio de Moscou dirigé par Vladimir Fedosseïev (Olympia)
- Symphonie no 21 Kaddish op. 152 et Polish Tunes op. 47 n°2 – Orchestre Symphonique de Sibérie dirigé par Dimitry Vasilyev (2014, Toccata Classics).

### Concertante
- Concertino pour violon et orchestre à cordes, op. 42 dans Russian Violin Concertos, Sergey Ostrovsky (2011, Naxos 8.572631)
- Concertino pour violon et orchestre à cordes, op. 42 ; sonatine pour violon et piano en ré majeur, op. 46 ; trio pour cordes, op. 48 ; symphonie no 10 en la mineur, op. 98 ; sonate pour violon seul no 3, op. 126, par Gidon Kremer, Daniil Grishin, Giedrè Dirvanauskaite, Daniil Trifonov et Kremerata Baltica (2014, 2 CD ECM) — (Diapason d'or, Choc de la Musique - Classica.

### Vocale
- Mélodies (intégrale vol. 1) : Chants d'enfants op. 13, Au-delà de la frontière des derniers jours op. 50, En berçant l'enfant op. 110 – Olga Kalugina, soprano ; Svetlana Nikolaeva, mezzo soprano ; Dmitry Korostelyov, piano (2014, Toccata Classics TOCC0078)[17]
- L'Idiot, opéra – Elzbieta Ardam, Anne-Theresa Møller, Lars Møller, Steven Scheschareg, Ludmilla Slepneva, Juhan Tralla, sous la direction de Thomas Sanderling (enregistré en direct à l’Opéra de Mannheim les 12 et 31 janvier 2014, 3 CD Pan Classics PC10328).
- The Passenger, opéra – mise en scène de Thaddeus Strassberger ; orchestre de l'opéra académique d'Etat d'Iekaterinbourg, dir. Oliver von Dohnányi (enregistré à Iekaterinbourg en 2016, DVD)[18]
- The Passenger – Amanda Majeski (Marta) ; Daveda Karanas, mezzo-soprano (Lisa) ; Nikolai Schukoff, ténor (Walter) ; Gyula Orendt, baryton (Tadeusz) ; Chœur et orchestre du Teatro Real de Madrid, dir. Mirga Gražinytė-Tyla (2024, DG)